# Athrycia cinerea
Athrycia cinerea là một loài ruồi trong họ Tachinidae.